# Coppa di Libano 2019-2020
La Coppa di Libano 2019-2020 era prevista essere la 48ª edizione della Coppa di Libano. Al Ahed erano i campioni in carica. 
Alla competizione presero parte 26 squadre: le 12 di Prima Divisione, le 12 di Seconda Divisione e le 2 di Terza Divisione.
La competizione iniziò il 12 ottobre 2019 ed è stata cancellata il 21 gennaio 2020, poiché la federazione calcistica del Libano ha deciso di sospendere tutte le competizioni a causa di problemi finanziari. La cancellazione definitiva è stata decisa il 28 maggio 2020 a causa della pandemia di COVID-19 in Libano.

## Regolamento
La competizione doveva svolgersi in sei turni ad eliminazione diretta divisa in due fasi: la prima composta da due turni e da le squadre di Seconda Divisione e le 2 di Terza Divisione, la seconda invece composta da quattro turni a partire dagli ottavi di finale in cui entrano le squadre di Prima Divisione. Al primo turno hanno partecipato 14 squadre e i vincitori hanno acceduto al secondo turno e una squadra riceve un bye. I vincitori del secondo turno e la squadra che ha ricevuto il bye avrebbero accesso agli ottavi di finale.

## Partite

### Turni preliminari

#### Primo turno
| Squadra 1          | Risultato       | Squadra 2        |
| ------------------ | --------------- | ---------------- |
| 12 ottobre 2019    |                 |                  |
| Irshad Chhim       | 1 - 4           | Mabarra          |
| Amal Salam Zgharta | 1 - 3           | BFA Sporting     |
| Racing Beirut      | 8 - 0           | Shabab Baalbek   |
| Nahda Bar Elias    | 1 - 2           | Ahly Nabatiye    |
| Ansar Howara       | 2 - 2 (5-3 dtr) | Ijtimaii         |
| Sagesse            | 2 - 0           | Nasser Bar Elias |
| Islah Borj Shmali  | 1 - 3           | Ahli Sidone      |

#### Secondo turno
| Squadra 1        | Risultato | Squadra 2     |
| ---------------- | --------- | ------------- |
| 17 novembre 2019 |           |               |
| Mabarra          | -         | BFA Sporting  |
| Racing Beirut    | -         | Ahly Nabatiye |
| Ansar Howara     | -         | Sagesse       |

### Fase finale

#### Ottavi di finale
| Squadra 1        | Risultato | Squadra 2      |
| ---------------- | --------- | -------------- |
| 21 dicembre 2019 |           |                |
| Ahli Sidone      | -         | Tripoli        |
|                  | -         | Tadamon Tiro   |
|                  | -         | Ansar          |
|                  | -         | Nejmeh         |
| Akhaa Ahli Aley  | -         | Shabab Bourj   |
| Shabab Sahel     | -         | Salam Zgharta  |
| Bourj            | -         | Al-Ahed        |
| Safa             | -         | Chabab Ghazieh |